# Харолд II Енглески
Харолд II или Харолд Годвинсон (енгл. Harold Godƿinson; око 1022 — 14. октобар 1066) је био енглески краљ, последњи Англосаксонац на енглеском престолу. Владао је од 5. јануара 1066. до 14. октобра 1066. када је погинуо у бици код Хејстингса против претендента на енглески престо норманског војводе Вилијама Освајача.

## Биографија

### Младост
Рођен је као други син весешког грофа Годвина и његове супруге Гите. Харолдов отац Годвин је био један од најмоћнијих људи тога времена и фактички владар Енглеске током првог периода владавине Едварда Исповедника, који је био ожењен његовом ћерком Едит. Захваљујући његовом утицају, Харолд је 1045. постао ерл Источне Англије, Есекса, Оксфордшира и Бакингемшира. Године 1051. дошло је до сукоба између Годвина и краља. Харолд је скупио војску и дошао у помоћ оцу, те су опколили краља у Глостеру. Међутим, изостала је помоћ неких грофова, тако да је краљ Едвард однео победу, а Годвин и Харолд су морали да беже из државе. Харолд се обрео у Ирској, где је уз помоћ локалног становништва успео да формира малу флоту. Следеће, 1052. године, Харолдови бродови заједно са Годвиновом флотом пустоше дуж јужне обале Енглеске, да би касније упловили у Темзу и приморали краља на компромис. Едвард је био принуђен да им врати поседе и протера своје норманске саветнике.

### Успон
Након Годвинове смрти, 1053. године, Харолд постаје гроф од Весекса, а његова браћа такође добијају поседе у Нортамбрији и Источној Англији. Краљ је се све више повлачио из активног управљања земљом и више се посветио вери, док је Харолд преузео контролу над државом. Успео је да угуши побуне Велшана (1055—1056) и да их натера да признају врховну власт енглеског краља. Како краљ Едвард није имао потомства, за његовог наследника виђен је Харолд. Међутим, 1064/1065. на путу ка Нормандији, где је требало да плати откуп за свога брата Вулфнота, Харолд је доживео бродолом, а затим и сам допао ропства. Избавио га је нормански војвода Вилијам, којем је за узврат морао да се закуне на верност и призна га за легитимног наследника енглеске круне. Године 1065. избила је побуна против његовог брата Тостига, грофа Нортамбрије. Побуну је подржао и Едвин, гроф Мерсије, те се побуна проширила и на средњу Енглеску. Харолд је био принуђен, да призна Едвиновог брата Моркара за грофа Нортамбрије, а Тостига протера из Енглеске. Тостиг је нашао уточиште код шурака, фландријског грофа Балдуина, Харолдовог непријатеља..

### Краљ
Едвард Исповедник је умро 5. јануара 1066. године. Према легенди, Едвард је на самрти рекао Харолду: „Поверавам ти бригу о мојој жени и о целом краљевству.” Племство и свештенство га је изабрало за краља, те је одмах крунисан у Вестминстерској опатији. Одмах након крунисања Харолд одлази у Нортамбрију, да би осигурао подршку тамошњег племства, које баш и није било одушевљено његовим избором за краља. Било му је потребно јединство јер се земља налазила у опасности од напада друге двојице претендената на енглески престо: норвешког краља Харалда III и норманског војводе Вилијама, са којима је у савезу био и Харолдов брат Тостиг.
Главна опасност је претила из Нормандије, па је Харолд сконцентрисао војску на јужним обалама Енглеске како би спречио евентуално искрцавање Вилијамове војске. Тостигова флота је у мају 1066. нападала острво Вајт и град Сендвич на југу Енглеске, али су напади били одбијени. Стога се Тостиг упутио ка северу Енглеске где је покушао да се искрца, али је и ту био одбијен од трупа мерсијског грофа Едвина. Неуспевши ни ту, Тостиг је отпловио у Шкотску, где је добио помоћ норвешког краља Харалда.

#### Норвешка инвазија
Харалд III Сурови, краљ норвешких Викинга, који је био у крвном сродству са Едвардом Исповедником сматрао је да му припада право на енглеску круну, те је одлучио и да је преузме. Искрцао се са својим трупама на северу Енглеске септембру 1066. године, а помогли су му Шкоти и Тостиг Годвинсон. Продрли су у Јоркшир и спалили Скарборо, након чега су 20. септембра у бици код Фалфорда недалеко од Јорка, потукли англосаксонске снаге које су предводили грофови Едвин од Мерсије и Моркар од Нортамбрије. Након тога им се предао сам Јорк од кога су затражили да им преда додатне залихе и 100 заробљеника као залог њихове верности. Предаја талаца града Јорка требало је да се обави на мосту код Стамфорд Бриџа 25. септембра. Међутим, уместо грађана Јорка на мосту се појавила војска предвођена Харолдом и његовим братом Гиртом, који су се на вест о продору Викинга упутили ка северу, у сусрет непријатељу прешавши 320 km за само четири дана. Захваљујући ефекту изненађења Англосаксонци су до ногу потукли Викинге, који су се, очекујући предају талаца, на мосту појавили без оклопа и са лаким наоружањем. У бици код Стамфорд Бриџа погинули су и норвешки краљ Харалд Сурови и Тостиг Годвинсон, док су се преостале трупе повукле преко мора. Ова битка је уједно означила крај викиншког утицаја Британским острвима.

#### Норманска инвазија
Харолд није имао времена за славље, јер је нова опасност претила са југа. Нормански војвода Вилијам Копиле, који је сматрао да има право на енглески престо, уз подршку папе као бројних европских витезова, којима је обећао поседе у Енглеској, започео је инвазију на острво. Прешао је Ламанш и 28. септембра се искрцао са на јужну обалу Енглеске, недалеко од града Хејстингса. Харолд је 1. октобра повео трупе ка југу, тако да је већ 11. октобра био у Лондону. Журио је у сусрет непријатељу рачунајући на ефекат изненађења, тако да није успео да окупи војску из свих крајева Енглеске. Окосницу његове војске чинили војници изморени у битком код Стамфорд бриџа и дугим маршевима и одреди слабо наоружаних сељака. До саме битке је дошло у зору 14. октобра 1066. код Хејстингса, када су норманске трупе су у зору започеле напад на Англосаксонце. Харолдова војска је успевала да одбије нападе норманске коњице, међутим до страдања је долазило када би се Англосаксонци дали у потеру за непријатељем реметећи тако своју линију одбране. Увидевши то, Вилијам наређује да војска напада и да се повлачи, да би тако раздвојили непријатеља и лакше га уништили. Сам Харолд је погинуо у нападу стрелаца, према предању, тако што га је стрела погодила у око. Међутим, неки истраживачи, посматрајући таписерију из Бајеа, сматрају да је погинуо од мача или копља. Његова погибија је знатно ослабила морал у војсци, тако да је битка била изгубљена. Иако је енглеско племство одбило да призна Вилијама, и за краља изабрало Едгара II, он је ипак успео да их потчини до зиме, тако да се на Божић крунисао за краља Енглеске.
Харолдова смрт је означила крај англосаксонског периода што представља прекретницу у историји Енглеске и целе Британије.

## Породично стабло
| \| \| \| \| \| \| \| \| 4. Wulfnoth Cild \| \| \| \| \| \| \| \| \| \| \| \| \| \| \| \| \| \| \| \| \| \| \| \| \| \| \| \| \| \| \| \| \| \| \| \| \| \| \| \| \| \| 2. Годвин од Весекса \| \| \| \| \| \| \| \| \| \| \| \| \| \| \| \| \| \| \| \| \| \| \| \| \| \| \| \| \| \| \| \| \| \| \| \| \| \| \| \| \| \| \| \| \| \| \| \| \| \| \| \| \| \| \| \| \| \| \| \| \| \| \| \| \| \| \| \| \| \| \| \| \| \| \| \| \| \| \| \| \| \| \| \| \| \| \| \| \| \| \| \| \| \| \| \| 1. Харолд II Енглески \| \| \| \| \| \| \| \| \| \| \| \| \| \| \| \| \| \| \| \| \| \| \| \| \| \| \| \| \| \| \| \| \| \| \| \| \| \| \| \| \| \| \| \| \| \| \| \| 6. Thorgil Sprakling \| \| \| \| \| \| \| \| \| \| \| \| \| \| \| \| \| \| \| \| \| \| \| \| \| \| \| \| \| \| \| \| \| \| \| \| \| \| \| \| \| \| \| \| \| \| \| \| 3. Гита \| \| \| \| \| \| \| \| \| \| \| \| \| \| \| \| \| \| \| \| \| \| \| \| \| \| \| \| \| \| \| \| \| \| |                       |  |  |  |  |  |                  |  |  |  |
| |                       |  |  |  |  |  | 4. Wulfnoth Cild |  |  |  |
| |                       |  |  |  |  |  |                  |  |  |  |
| |                       |  |  |  |  |  |                  |  |  |  |
| |                       |  |  |  |  |  |                  |  |  |  |
| | 2. Годвин од Весекса  |  |  |  |  |  |                  |  |  |  |
| |                       |  |  |  |  |  |                  |  |  |  |
| |                       |  |  |  |  |  |                  |  |  |  |
| |                       |  |  |  |  |  |                  |  |  |  |
| |                       |  |  |  |  |  |                  |  |  |  |
| |                       |  |  |  |  |  |                  |  |  |  |
| |                       |  |  |  |  |  |                  |  |  |  |
| |                       |  |  |  |  |  |                  |  |  |  |
| | 1. Харолд II Енглески |  |  |  |  |  |                  |  |  |  |
| |                       |  |  |  |  |  |                  |  |  |  |
| |                       |  |  |  |  |  |                  |  |  |  |
| |                       |  |  |  |  |  |                  |  |  |  |
| | 6. Thorgil Sprakling  |  |  |  |  |  |                  |  |  |  |
| |                       |  |  |  |  |  |                  |  |  |  |
| |                       |  |  |  |  |  |                  |  |  |  |
| |                       |  |  |  |  |  |                  |  |  |  |
| | 3. Гита               |  |  |  |  |  |                  |  |  |  |
| |                       |  |  |  |  |  |                  |  |  |  |
| |                       |  |  |  |  |  |                  |  |  |  |